# Esymus hladili
Esymus hladili är en skalbaggsart som beskrevs av Chromy 1993. Esymus hladili ingår i släktet Esymus och familjen Aphodiidae. Inga underarter finns listade i Catalogue of Life.